# Patrimoine religieux de Caen
Surnommée « la ville aux cent clochers », la ville de Caen possède un riche patrimoine religieux constitué d'églises et d'abbayes anciennes, dont une grande partie a été détruite après la Révolution et lors de la bataille de Caen en 1944. L'urbanisation du XXe est venue toutefois enrichir ce patrimoine.
La première partie est consacrée à un classement des lieux de culte selon leur époque de fondation. La deuxième partie offre un classement en fonction de l'état de conservation et du statut cultuel de ces lieux de culte ; les lieux précédés de cette icône  sont classés ou  inscrits monuments historiques en totalité ou en partie.

## Classement chronologique

### Églises et congrégations fondées avant la Révolution
À la veille de la Révolution française, le patrimoine religieux caennais était particulièrement dense. La ville était parsemée de 23 églises ou chapelles. À ces lieux de culte ouverts aux paroissiens, il faut ajouter les deux abbayes urbaines et les 15 couvents disséminés dans la cité et ses faubourgs.
Le premier lieu de culte caennais a été exhumé lors de fouille à l'Abbaye aux Hommes. Il s'agit d'un fanum placé au centre d'un vicus (place de commerce ou grosse agglomération rurale) qui fut fondé au Ier siècle et qui se développa au nord de l'actuelle abbaye aux Hommes. Ensuite, de l'Antiquité à la Révolution française, on peut distinguer trois grandes périodes dans l'histoire religieuse de Caen.
Le Haut Moyen Âge.
La fondation des premières églises le long de l'ancienne voie romaine au VIIe siècle (Saint-Martin à proximité de l'ancien fanum, Saint-Julien de Calibourg, Saint-Pierre de Darnetal et Saint-Jean) témoigne de l'implantation du christianisme en Normandie. Ces églises étaient le centre de petits villages isolés dans la vallée de l'Orne et de l'Odon.
Le Bas Moyen Âge.
Au Xe siècle, un nouvel essor religieux accompagne le grand redémarrage du duché de Normandie. Les églises Saint-Étienne-le-Vieux, Saint-Sauveur, Saint-Georges, Saint-Gilles et probablement Saint-Michel-de-Vaucelles sont édifiées à cette époque. Une ville, constituée de plusieurs noyaux, commence à se structurer sur l'axe reliant Saint-Pierre à Saint-Martin en passant par Saint-Sauveur. Ce mouvement se confirme et tend même à s'accroître durant le XIe siècle, notamment grâce à la politique de Guillaume le Conquérant et Mathilde de Flandres. En fondant les deux grandes abbayes caennaises, ils font d'un gros bourg de constitution anarchique la seconde capitale de la Normandie, au détriment de Bayeux qui voit sa prééminence remise en cause. Le couple ducal fonde, à la même époque, les églises Saint-Ouen et Saint-Nicolas dans le Bourg-l'Abbé, afin de développer de nouveaux quartiers à l'ouest de l'abbaye. Mais l'urbanisation dans ce secteur ne se développa qu'à partir de la fin du XIXe siècle. La ville de Caen s'est développée tout au long du Moyen Âge malgré les guerres qui l'ont ravagée. De nombreuses congrégations religieuses (Jacobins, Croisiers, Cordeliers, Capucins) se sont installées dans l'enceinte de la cité ducale, surtout du XIIe siècle au XIVe siècle. Enfin les évêques de Bayeux possédaient à Caen un palais épiscopal où ils résidaient lors de leurs passages.
L'âge classique.
Au début du XVIIe siècle, plus du tiers de la population caennaise était protestante. Les Protestants n'ont pas de lieu de culte attitré à l'origine. Ils se réunissent dans divers lieux publics ou privés, notamment au Tripot (halle au blé rue Saint-Pierre). En 1612, un véritable temple est construit dans le Bourg-l'Abbé. La destruction de ce temple à la suite de la révocation de l'Édit de Nantes en 1685 s'inscrit dans l'histoire tumultueuse des guerres de Religion.

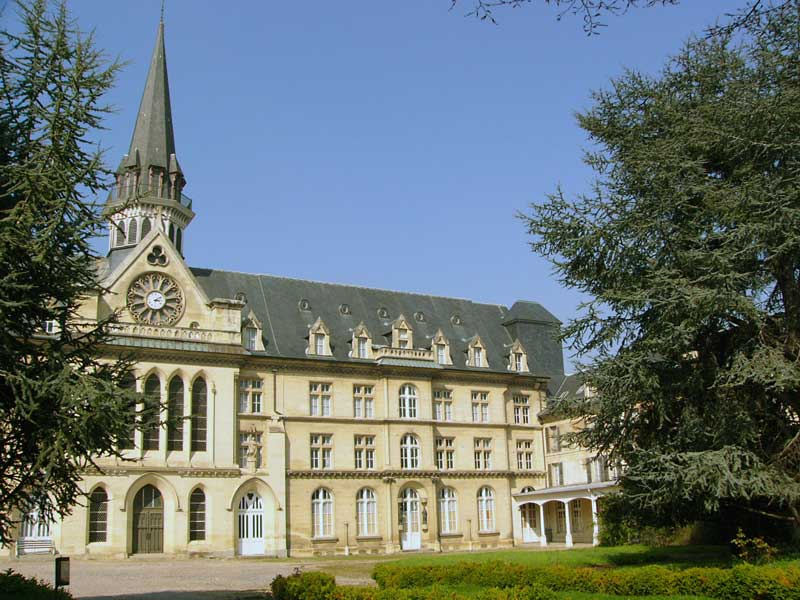
La chapelle du Bon Sauveur, reconstruit au à l'emplacement du couvent des Capucins

L'implantation du calvinisme fut suivi d'un mouvement de Contre-Réforme qui se retrouve à Caen par l'introduction de la réforme de Saint-Maur dans les deux abbayes et par la fondation de nouvelles congrégations religieuses, tels que les Nouvelles et Nouveaux Catholiques. Comme dans le reste de la Normandie, la ville se couvre d'une « blanche parure de couvents ». La multiplication des ordres religieux marque ce retour à l'ordre catholique qu'incarne parfaitement la figure de Jean Eudes qui fonda à Caen dans les années 1640 la Congrégation de Jésus et Marie. Malgré l'opposition des élites caennaises, protestantes ou catholiques modérées, les Jésuites s'installèrent également à Caen en 1603 où ils fondèrent un collège en 1609 afin de former les consciences catholiques. Le collège a été détruit en 1944, mais l'héritage jésuite est toujours présent par le biais de l'église Notre-Dame-de-la-Gloriette. Parallèlement, les abbayes et couvents existants, souvent très délabrés, sont reconstruits (abbaye aux Hommes, abbaye aux Dames, couvent des Carmes).

### Les circonscriptions religieuses à la Révolution
Caen faisait partie du diocèse de Bayeux. Elle était le siège de l'archidiaconé de Caen, composé des doyennés de Caen, Creully, Douvres et Maltot. Au-delà de l'Orne, s'étendait l'archidiaconé du Hiémois. Caen, dans ses limites fixé en 1718, s'étendait donc sur trois doyennés à cheval sur deux archidiaconés :
- archidiaconé de Caen
  - doyenné de Caen
- archidiaconé du Hiémois
  - doyenné de Vaucelles
  - doyenné de Troarn (Sainte-Paix, paroisse mondevillaise incorporée à Caen en 1718)

À la veille de la Révolution, Caen comptait donc treize paroisses.
- Dans le Bourg-le-Roi :
  - Notre-Dame
  - Saint-Étienne
  - Saint-Pierre
  - Saint-Sauveur

- Dans le Bourg-l'Abbé :
  - Saint-Martin
  - Saint-Nicolas
  - Saint-Ouen

- Dans le Bourg-l'Abbesse :
  - Saint-Gilles

- Dans le Château :
  - Saint-Georges

- Dans l'Île Saint-Jean :
  - Saint-Jean

- Dans les faubourgs
  - Saint-Julien
  - Saint-Michel
  - Sainte-Paix

Caen était également le siège d'une officialité dont le ressort s'étendait sur :
- la doyenné de Caen
- la doyenné de Cinglais
- la doyenné de Condé
- la doyenné de Douvres
- la doyenné d'Évrecy
- la doyenné de Maltot
- la doyenné de Troarn
- la doyenné de Vaucelles

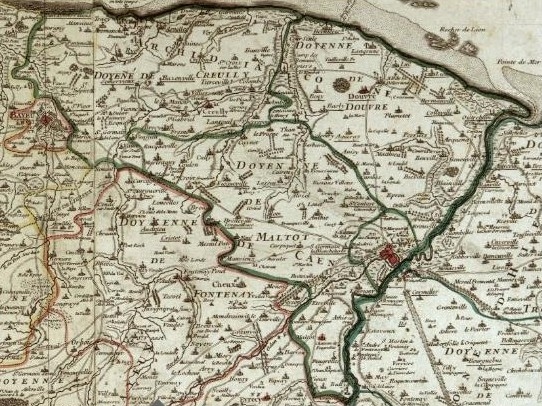
Archidiaconé de Caen
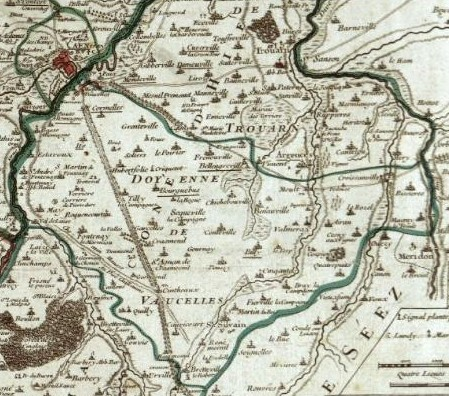
Doyenné de Vaucelles (archidiaconé du Hiémois)
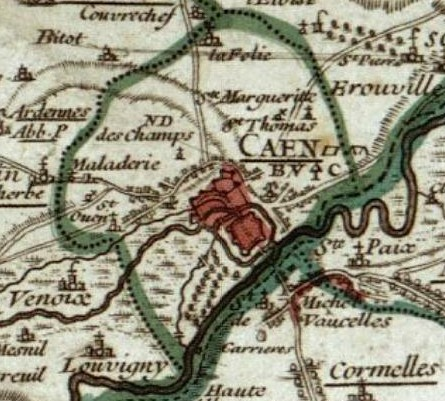
Doyenné de Caen

### Tableau récapitulatif
| Fondation ou construction                             | Nom avant la Révolution                                                                   | Ré-utilisation par des religieux au XIXe siècle ? | Nom après la Révolution | État après la Seconde Guerre mondiale             | Nom aujourd'hui                                         |
| ----------------------------------------------------- | ----------------------------------------------------------------------------------------- | ------------------------------------------------- | --- | ------------------------------------------------- | ------------------------------------------------------- |
| VIIe siècle                                           | Saint-Pierre, Temple de la Raison de 1793 à 1795                                          | Oui                                               | Saint-Pierre | Bombardée, mais restaurée                         | Saint-Pierre                                            |
| VIIe siècle                                           | Saint-Jean                                                                                | Oui                                               | Saint-Jean | Bombardée mais restaurée                          | Saint-Jean                                              |
| VIIe siècle                                           | Saint-Julien                                                                              | Oui                                               | Saint-Julien | Détruite (ruines)                                 | /                                                       |
| VIIe siècle                                           | Saint-Martin                                                                              | Non                                               | Détruite pendant la Révolution | Vestiges de l'église Saint-Martin de Caen         | /                                                       |
| ?                                                     | Notre-Dame-des-Champs                                                                     | Non                                               | Détruite peu avant 1820 | /                                                 | /                                                       |
| Deuxième moitié du Xe siècle - Première moitié du XIe | Notre-Dame-de-Froide-Rue                                                                  | Oui                                               | Saint-Sauveur | Intacte                                           | Saint-Sauveur                                           |
| Deuxième moitié du Xe siècle - Première moitié du XIe | Saint-Michel-de-Vaucelles                                                                 | Oui                                               | Saint-Michel-de-Vaucelles | Intacte                                           | Saint-Michel-de-Vaucelles                               |
| Deuxième moitié du Xe siècle - Première moitié du XIe | Saint-Étienne-le-Vieux                                                                    | Non                                               | Saint-Étienne-le-Vieux | Bombardée (en partie ruinée, interdite au public) | Saint-Étienne-le-Vieux                                  |
| Deuxième moitié du Xe siècle - Première moitié du XIe | Saint-Sauveur                                                                             | Non                                               | Vieux-Saint-Sauveur (dite aussi Halle au grain et Halle au beurre) | Bombardée, en cours de restauration               | Vieux-Saint-Sauveur (dite aussi Halle au beurre)        |
| Deuxième moitié du Xe siècle - Première moitié du XIe | Saint-Georges                                                                             | Non                                               | Saint-Georges | Bombardée mais restaurée                          | Saint-Georges                                           |
| Deuxième moitié du Xe siècle - Première moitié du XIe | Saint-Gilles                                                                              | Oui, mais désaffectée en 1864                     | Saint-Gilles, puis vieille église Saint-Gilles à partir de 1864 | Détruite (ruines)                                 | /                                                       |
| 1059                                                  | Abbaye aux Hommes                                                                         | Non                                               | Bureaux de la Préfecture, puis Lycée impérial ou royal, Lycée Malherbe à partir de 1892 | Intacte                                           | Lycée Malherbe, puis Hôtel de ville de Caen             |
| 1065-1077                                             | Saint-Étienne (abbatiale), Temple de l'Être suprême de 1793 à 1795                        | Oui                                               | Saint-Étienne (église paroissiale à partir de 1802) | Intacte                                           | Saint-Étienne                                           |
| 1059                                                  | Abbaye aux Dames                                                                          | Oui                                               | Hôtel-Dieu, puis Hospice Saint-Louis | Intacte                                           | Hospice Saint-Louis, puis Conseil régional de Normandie |
| 1062-1130                                             | La Trinité (abbatiale)                                                                    | Oui                                               | La Trinité, puis église paroissiale Saint-Gilles à partir de 1864 | Intacte                                           | Saint-Gilles                                            |
| 1061                                                  | Saint-Marc-de-Toussaint ou Sainte-Paix (sur Mondeville jusqu'en 1718)                     | Non                                               | Sainte-Paix (en grande partie détruite en 1838) | Bombardée, en partie restaurée                    | Sainte-Paix (vestige du chœur)                          |
| Fin XIe siècle                                        | Saint-Ouen                                                                                | Oui                                               | Saint-Ouen | Intacte                                           | Saint-Ouen                                              |
| XIe siècle                                            | Palais épiscopal de Caen                                                                  | Oui                                               | Incorporé au couvent de la Charité | Détruit en 1944                                   |                                                         |
| Vers 1080                                             | Saint-Nicolas                                                                             | Non                                               | Saint-Nicolas | Intact                                            | Saint-Nicolas                                           |
| ?                                                     | Saint-Gerbold (Venoix)                                                                    | Oui                                               | Saint-Gerbold (Venoix), détruite en 1809 | /                                                 | /                                                       |
| XIe siècle-XIIe siècle                                | Notre-Dame-de-la-Fontaine (église paroissiale Sainte-Paix) (sur Mondeville jusqu'en 1718) | Non                                               | Transformé en magasin à paille de l'armée, puis détruite | /                                                 | /                                                       |
| XIe siècle-XIIe siècle                                | Chapelle Saint-Gabriel                                                                    | Non                                               | Ruinée avant la Révolution | /                                                 | /                                                       |
| XIIe siècle                                           | Chapelle du Nombril-Dieu (Maladrerie de Beaulieu)                                         | Non                                               | Maladrerie transformée en prison au XIXe ; chapelle utilisée comme magasin, puis détruite en 1875 pour l'extension du centre pénitentiaire | /                                                 | /                                                       |
| XIIe siècle                                           | Hôtel-Dieu (chapelle)                                                                     | Oui                                               | Détruit en 1830 pour aménager le quartier de la rue Singer | /                                                 | /                                                       |
| Attestée au XIIe siècle                               | Chapelle Saint-Thomas-l'Abattu                                                            | Non                                               | Détruite à la Révolution | /                                                 | /                                                       |
| ?                                                     | Chapelle du Reclus (ou Notre-Dame-des-Cheveux)                                            | Non                                               | Les derniers vestiges sont détruits en 1884. | /                                                 | /                                                       |
| ?                                                     | Chapelle Sainte-Marguerite et Sainte-Agathe                                               | Non                                               | Les fondations de la chapelle Sainte-Marguerite ont été mises au jour en 1940, route de Ouistreham | /                                                 | /                                                       |
| 1219                                                  | Saint-Sépulcre (collégiale)                                                               | Non                                               | Saint-Sépulcre | Intacte                                           | Saint-Sépulcre                                          |
| 1220                                                  | Couvent des Cordeliers                                                                    | Oui                                               | Couvent des Bénédictines (refondé vers 1816) | Bombardée, en partie restaurée                    | Chapelle de la Miséricorde (église anglicane)           |
| XIIIe siècle                                          | Couvent des Carmes de Caen                                                                | Non                                               | Grenier à sel | Détruit en totalité                               | /                                                       |
| 1234 ou 1236,                                         | Couvent des Jacobins (église Sainte-Élisabeth)                                            | Non                                               | Transformé en gendarmerie pendant la révolution ; détruit en 1803 | /                                                 | /                                                       |
| 1306 (1356)                                           | Couvent des Croisiers (Couvent des Béguines avant 1356)                                   | Détruit pendant la Révolution                     | / | Vestiges                                          | /                                                       |
| 1326                                                  | Chapelle Saint-Aignan                                                                     | Non                                               | Ruinée avant la Révolution | /                                                 | /                                                       |
| 1577                                                  | Couvent des Capucins                                                                      | Oui                                               | Institut du Bon-Sauveur | Intacte                                           | Institut du Bon-Sauveur                                 |
| 1603-1609                                             | Collège Royal-Bourbon des Jésuites (ancien collège du Mont)                               | Les Jésuites sont chassés de France en 1763       | Bureaux de la Préfecture, de l'inspection académique, musée | Détruit presque en totalité                       | /                                                       |
| 1612                                                  | Le Godiveau (temple protestant)                                                           | /                                                 | Détruit en 1685 | /                                                 |                                                         |
| 1616 (1626)                                           | Couvent des Carmélites                                                                    | Détruit pendant la Révolution                     | / | /                                                 | /                                                       |
| 1622 (1653)                                           | L'Oratoire                                                                                | Non                                               | ? | Détruit en totalité                               | /                                                       |
| 1624                                                  | Couvent des Ursulines                                                                     | Non                                               | Pendant la Révolution, le couvent est reconverti en hôpital puis en usine de filature. Il est en grande partie démoli dans les années 1830 lors de l'aménagement du quartier par David Singer. Les quelques bâtiments restants ont été détruits en 1944. | /                                                 | /                                                       |
| 1631 (1632)                                           | Monastère de la Visitation                                                                | Non                                               | Reconverti en dépôt de remonte, renommé Quartier Lorge | En partie bombardée                               | Quartier Lorge                                          |
| 1641 (1657)                                           | Notre-Dame-du-Refuge, Notre-Dame de Charité (après 1646)                                  | Oui                                               | Notre-Dame-de-la-Charité | Détruit en totalité                               | /                                                       |
| 1643                                                  | Couvent des Petites Bénédictines                                                          | Non                                               | Temple Protestant (dans les dépendances) | Détruit en totalité                               | /                                                       |
| 1643 (1664)                                           | séminaire des Eudistes                                                                    | Non                                               | Hôtel de ville de Caen | Détruit en totalité                               | /                                                       |
| 1658                                                  | Couvent des Nouvelles Catholiques                                                         | Non                                               | Donné rue Guilbert puis hôtel d'état-major pour le général commandant la division | Quartier neuf post-1945                           | /                                                       |
| 1682                                                  | Couvent des Nouveaux Catholiques                                                          | Non                                               | Donné rue de l'Odon en 1682 puis fusionné rue Guilbert en 1730 | Quartier neuf post-1945                           | /                                                       |
| 1684-1689                                             | Sainte-Catherine-des-Arts                                                                 | Oui                                               | Notre-Dame-de-la-Gloriette | Intacte                                           | Notre-Dame-de-la-Gloriette                              |
| Vers 1685                                             | Chapelle de l'hospice Saint-Louis                                                         | Oui                                               | Chapelle détruite avec le reste de l’hôpital en 1920-1922 | /                                                 | /                                                       |
| 1720                                                  | Institut du Bon Sauveur                                                                   | Oui                                               | Couvent des Capucins (refondé vers 1859) | Détruit en totalité, reconstruit                  | ?                                                       |

### Églises et congrégations fondées du début duXIXeau milieu duXXe
La Révolution.
Comme dans le reste de la France, la Révolution française est une coupure franche dans l'histoire religieuse caennaise. À la suite du vote de la constitution civile du clergé le 12 juillet 1790, les couvents et abbayes sont fermés. Le 3 mars 1791, une commission constituée sur la restructuration des circonscriptions paroissiales présente deux projets : le nombre de paroisses passerait de treize à six ou sept. Une ordonnance du 12 juillet 1791 fait finalement chuter le nombre de paroisse de treize à sept : quatre paroisses (Saint-Georges, Saint-Martin, Saint-Nicolas et Saint-Julien) sont supprimées ; Sainte-Paix et Saint-Ouen sont rétrogradées au rang de succursales absorbées par Saint-Michel de Vaucelles pour l'une, par Saint-Étienne pour l'autre. Les églises Saint-Étienne-le-Vieux et Saint-Sauveur-du-Marché sont fermées. En 1793, l'ensemble des églises sont désaffectées, à l'exception des églises Saint-Pierre et Saint-Étienne, transformées en temples pour le culte de la Raison et de l'Être suprême. Un certain nombre d'édifices religieux ont alors été vendus à des particuliers qui les démantèlent pour en vendre la pierre (couvent des Croisiers, église Saint-Martin). D'autres ont été démolis afin de percer de nouvelles rues qui portent encore aujourd'hui leur nom (Jacobins, Carmélites). De nombreux couvents servent de prisons puis de casernes militaires. C'est le cas du couvent de la Visitation, toujours en partie occupée par l'armée.
La mutilation du patrimoine religieux.
Du fait de l'entrée en vigueur en 1802 du Concordat de 1801, la plupart des églises sont rouvertes, toutefois les paroisses sont restructurées et les églises changent de nom en fonction de ce nouveau découpage ; les paroisses Notre-Dame-de-Froide-Rue et Saint-Sauveur sont fusionnées au profit de Notre-Dame qui prend alors le nom de Saint-Sauveur. Les églises non rouvertes au culte (Saint-Nicolas, le Vieux-Saint-Sauveur, Saint-Étienne-le-Vieux) servent de dépendances militaires (écuries, magasin à poudre…) ou civils (dépôt de mendicité, halle aux grains, grenier à sel) et subissent de véritables mutilations (rajout de plancher pour entreposer le fourrage). Elles sont peu entretenues et, au milieu du XIXe siècle, certaines églises sont menacées de démolition : Saint-Étienne-le-Vieux est sauvée in extremis grâce à l'action d'Arcisse de Caumont et la flèche du Vieux-Saint-Sauveur est démolie. En 1863, les édiles caennais en décidant de démolir le chœur de Saint-Gilles, qui perd son statut d'église paroissiale l'année d'après, montrent le peu de cas qui est fait du patrimoine religieux de la ville.
La recomposition du paysage religieux caennais.
Parallèlement, certains congrégations religieuses reprennent leurs activités à Caen tout au long du XIXe siècle. En 1805, les Filles du Bon Sauveur se réunissent à nouveau en s'installant dans l'ancien couvent des Capucins. Ces derniers font leur retour à Caen vers 1859 et logent dans les anciens locaux occupés avant la Révolution par les Filles du Bon Sauveur. Les Filles de la Visitation s'installent dans l'ancienne maison abbatiale des Bénédictins et les Petites Bénédictines trouvent asile dans l'ancien couvent des Cordeliers. En définitive, les Caennais ont assisté à un véritable jeu de chaise musicale et le patrimoine religieux de la ville s'enrichit assez peu à cette époque (chapelle du Bon Sauveur, chapelle de la Visitation, clocher de l'ancien couvent des Cordeliers).
Ordre Moral et anticléricalisme.
Dans la deuxième moitié du XIXe siècle, les idées laïques progressent en Europe occidentale. L'église catholique reste toutefois très puissante. De nouvelles institutions religieuses sont fondées à Caen (Miséricorde, Capucins, Carmel). Parallèlement, alors que la ville construit l'école normale d'instituteurs (actuel rectorat) sur les hauteurs de la rue Caponière (1883-1887), les Catholiques construisent en 1885 son pendant confessionnel, le pensionnat Saint-Joseph, sur les hauteurs de Saint-Martin. La séparation de l'Église et de l'État, en 1905, permet à la ville d'acheter en 1909 le couvent des Ursulines qui est détruit quelques années plus tard pour construire le lycée de filles (actuel collège Pasteur).
Les nouvelles paroisses.
L'urbanisation des alentours de Caen s'accélère à la fin du XIXe siècle et au XXe siècle. De nouveaux quartiers apparaissent et des églises sont construites pour les nouveaux paroissiens. La paroisse Sainte-Thérèse, sur la rive droite, est fondée en 1925, année de la canonisation de Thérèse de Lisieux, et l'église Saint-Jean-Eudes, sur la rive gauche, est construite entre 1933 et 1944. Le pensionnat Saint-Joseph et l'Institut Lemonnier, fondé par les Salésiens en 1926, furent également construits en périphérie de la ville ancienne.
| Fondation ou construction | Existant avant 1800 ?   | Nom de la communauté ou de l'église                                                      | Évolution                                                                   | Nom actuel de l'édifice                                                   |
| ------------------------- | ----------------------- | ---------------------------------------------------------------------------------------- | --------------------------------------------------------------------------- | ------------------------------------------------------------------------- |
| 1803                      | Oui                     | Temple protestant dans les dépendances de l'ancien couvent des Bénédictines              | Détruit en totalité en 1944                                                 | /                                                                         |
| 1805                      | Oui                     | Les Filles du Bon Sauveur (ancien couvent des Capucins)                                  | Intact                                                                      | Le Bon-Sauveur                                                            |
| 1810                      | Oui                     | L'Ordre de la Visitation dans l'ancienne maison abbatiale des bénédictins                | Intact                                                                      | monastère des Visitandines                                                |
| Vers 1816                 | Oui                     | Les Bénédictines dans l'ancien couvent des Cordeliers                                    | Bombardée en 1944, chapelle en partie restaurée                             | Clinique de la Miséricorde, chapelle de la Miséricorde (église anglicane) |
| ?                         | Oui                     | Les Ursulines (autorisées en 1826) à la place de l'Hôtel Le Marchant                     | Détruit vers 1914 pour bâtir le Collège Pasteur                             | /                                                                         |
| 1844 (1865)               | Non                     | Communauté de la Miséricorde                                                             | Détruit en totalité                                                         | /                                                                         |
| Vers 1859                 | Oui                     | Les Capucins dans l'ancien couvent des Filles du Bon-Sauveur                             | Détruit en totalité en 1944, mais reconstruit                               | ?                                                                         |
| 1868                      | Oui                     | Le Carmel                                                                                | Détruit en 1944, mais reconstruit                                           | Le Carmel                                                                 |
| Années 1870               | Oui                     | Église Saint-Gerbold (Venoix) (en remplacement de l'église vers l'Odon détruite en 1809) | Intact                                                                      | Église Saint-Gerbold (Caen)                                               |
| 1883                      | Non                     | Chapelle des Oblates du Sacré Cœur de Jésus                                              | Endommagée pendant la bataille de Caen ; détruite lors de la Reconstruction | /                                                                         |
| \|Non                     | Pensionnat Saint-Joseph | Intact                                                                                   | Institution Saint-Joseph                                                    |                                                                           |
| 1908                      | Non                     | Chapelle de l'hôpital Clemenceau                                                         | Intact                                                                      | Chapelle du CHR                                                           |
| 1913–1919                 | Non                     | Chapelle du petit séminaire                                                              | Intact                                                                      | Chapelle de l'institution Saint-Paul                                      |
| 1920                      | Non                     | Église Sainte-Thérèse                                                                    | ?                                                                           | Église Sainte-Thérèse                                                     |
| 1920                      | Non                     | Chapelle de la clinique Saint-Martin                                                     | Détruite                                                                    | /                                                                         |
| 1926                      | Non                     | Institut Lemonnier (Salésiens)                                                           | Détruit en totalité                                                         | /                                                                         |
| 1933                      | Non                     | Église Saint-Jean-Eudes                                                                  | Intact                                                                      | Église Saint-Jean-Eudes                                                   |

### Églises et congrégations fondées ou reconstruites après 1945
Les bombardements de 1944 ont détruit une partie importante du patrimoine religieux caennais. Dans le centre-ville, la plupart des églises et couvents ont été touchés et certains anéantis (Saint-Gilles, Saint-Julien, Bénédictines, Miséricorde, Charité). La nouvelle synagogue de Caen a été construite sur l'avenue de la Libération, percée à travers les ruines du Vaugueux, et les Protestants ont reconstruit leur temple dans le quartier Saint-Jean. Les Carmélites ont reconstruit leur couvent sans changer de locaux et les sœurs de la Miséricorde sont restées en centre-ville (fossés Saint-Julien) ; mais les autres congrégations délogées par la guerre se sont fait construire de nouveaux couvents à la périphérie de la ville (monastère des Bénédictines à la Folie-Couvrechef et Charité à la Guérinière), tandis qu'une nouvelle église Saint-Julien a été construite par Henry Bernard sur les coteaux surplombant le quartier éponyme.
À partir des années 1950-60, la Reconstruction de la ville s'est accompagnée de l'apparition de quartiers nouveaux. Le patrimoine religieux s'est alors enrichi de nombreuses églises : Sacré-Cœur à la Guérinière, Notre-Dame à la Grâce de Dieu, Saint-André au Calvaire Saint-Pierre, Saint-Joseph au Chemin Vert et Saint-Paul. Dernier quartier ayant fait l'objet d'une urbanisation programmée, la Folie-Couvrechef a été dotée d'une église (Sainte-Claire) en 1980.
À la fin du XXe siècle, de nouveaux cultes se développent en Europe occidentale. De nombreuses églises évangéliques ont alors été aménagées dans les différents quartiers de la ville. Les Musulmans, peu présents à Caen avant les années 1960, ne disposaient pas d'un lieu de prière. Afin de remédier à cet état de fait, une mosquée d'une capacité de 700 personnes a été inaugurée le 30 juillet 2011 à Hérouville-Saint-Clair.
Aujourd'hui, la ville de Caen est divisée en sept paroisses qui forment, avec la paroisse Bienheureux Marcel Callo du Plateau, le doyenné de l'agglomération caennaise :
- Sainte-Trinité de Caen
  - Église Saint-Pierre
  - Église Saint-Gilles
  - Église Saint-Sauveur
  - Église Notre-Dame
  - Église Saint-Jean
  - Église Saint-Michel
- Saint-François-de-Sales de Caen
  - Église Saint-Étienne
  - Église Saint-Ouen
- Saint-Norbert de Beaulieu
  - Église Saint-Joseph du Chemin Vert, construite à la fin des années 1960
  - Église Saint-Paul, construite entre 1949 et 1953
- Saint-Jean-Bosco des Cités
  - Église Notre-Dame-de-la-Grâce-de-Dieu, inaugurée en 1964
  - Église du Sacré-Cœur de la Guérinière
  - Église Sainte-Thérèse, construite dans les années 1960
- Saint-François des Odons
  - Église Saint-Gerbold de Venoix
- Saint-Thomas de l'Université
  - Église Saint-Julien
  - Église Sainte-Claire de la Folie-Couvrechef, construite en 1980
  - Église Saint-André du Calvaire Saint-Pierre, commencée en 1962
- Sainte-Marie des Portes de la Mer
  - Église Saint-Bernard de la Pierre-Heuzé, consacrée en 1977
  - Église Saint-Jean-Eudes

## Classement selon l'état de conservation et le statut cultuel
Rappel : les lieux précédés d'une icône sont, en totalité ou en partie, soit  classés, soit  inscrits à l'inventaire supplémentaire des monuments historiques.

### Édifices disparus ou à l'état de vestiges
Beaucoup d'édifices religieux ont disparu de l'espace public. Certains ont été démolis après la Révolution et tout au long du XIXe siècle, d'autres ont été détruits pendant la bataille de Caen. La plupart ont totalement disparu, mais certains demeurent à l'état de vestige.
- Chapelle de l'Hôtel-Dieu (fin du XIIe siècle), détruite en 1830 lors de l'aménagement du quartier Singer (le porche de la chapelle a été remonté sur la façade de l'ancien collège du Mont).
- Chapelle palatine Saint-Georges (après 1060) (Voir la section consacrée au Vieux-Palais dans l'article sur le château de Caen)
- Chapelle de l'hospice Saint-Louis, détruite dans les années 1920-1922
- Couvent des Carmélites
- Couvent des Carmes
- Ancien couvent de la Charité
- Couvent des Croisiers (fin XIVe siècle), en grande partie détruite après la Révolution. Il reste des vestiges dans la cour du 7 rue des Croisiers et dans la cour du 29 rue Gémare (Hôtel le Dauphin).
- Couvent des Cordeliers (voir culte anglican)
- Couvent des Jacobins, pillée par les Protestants en 1562 et abattue après la Révolution.
- Couvent de la Miséricorde
- Couvent de l'Oratoire
- Église Notre-Dame-des-Champs
- Église Saint-Gilles de Caen
- Ancienne église Saint-Julien de Caen
- Église Saint-Martin, église sans tour, construite entre 650 et 833 et détruite pendant la Révolution
- Ermitage de Caen

### Édifices en partie détruits ou désaffectés
Certains édifices religieux ne sont plus utilisés comme lieux de culte. Une partie d'entre eux est ré-affectée (culturel le plus souvent), alors que certains sont totalement fermés au public, notamment du fait de leur mauvais état de conservation.
- Chapelle de l'école normale (ou du "Palais ducal") (voir la section consacrée au Palais ducal dans l'article sur l'abbaye aux Hommes).
- Église Saint-Étienne-le-Vieux, probablement bâtie au XIVe siècle, a beaucoup souffert lors du siège de 1417 de l'artillerie d'Henri V (XIV : Tour-lanterne octogonale, verrière du chevet et parties basses de la nef ; XV-XVI : Église reconstruite)
- Église Saint-Georges (Voir la section consacrée à l'église dans l'article sur le château de Caen).
- Église Saint-Nicolas (XIe-XVe)
- Église du Saint-Sépulcre de Caen
- Église Sainte-Paix
- Église du Vieux Saint-Sauveur
- Chapelle du Bon-Sauveur
- Ancien monastère de la Visitation
- Chapelle de l'ancien couvent de la Charité

### Édifices dédiés au culte

#### Culte catholique
- aumôneries catholiques
  - Aumônerie des étudiants de l'université de Caen (33, place Reine-Mathilde, abbaye aux Dames)
  - Aumônerie des lycées Malherbe et Charles-de-Gaulle (Parvis Notre-Dame)
  - Aumônerie du campus (10, rue Petit-Clos-St-Marc dans le quartier de la Folie-Couvrechef).
  - Aumônerie du collège Institution Saint-Pierre (146, rue de Bayeux dans le quartier de la Maladrerie)
  - Aumônerie du lycée Jeanne-d'Arc (27, rue Claude-Chappe dans le quartier de la Maladrerie)
  - Aumônerie du collège Saint-Pierre
  - Aumônerie du lycée Saint-Pierre
  - Aumônerie de l’Institution Lemonnier
  - Aumônerie du lycée Sainte-Marie
  - Aumônerie du lycée Sainte-Ursule
  - Aumônerie du lycée l'Oasis
  - Aumônerie du « Phénix »
- Chapelle du Bon Pasteur
- Chapelle de l’hôpital Clemenceau
- Chapelle Saint-Pie X (16, rue de Vaugueux), lieu de culte traditionaliste appartenant au Prieuré Saint-Jean Eudes de Gavrus, lui-même dépendant de la Fraternité sacerdotale Saint-Pie-X. D'abord garage, elle fut ensuite aménagée pour la messe en 1978 avant de bénéficier d'une réelle rénovation en 1993 afin de dignement seoir à sa fonction. L'abbé Paul Aulagnier y célébra les offices entre 1983 et 1985. La chapelle dispose de sa propre chorale, la schola Sainte-Cécile, spécialisée dans le chant grégorien.
- Église Notre-Dame-de-la-Gloriette, anciennement église Sainte-Catherine-des-Arts
- Couvent de la Charité, reconstruit à la Guérinière dans les années 1950 - Dissous en 2012.
- Église Notre-Dame-de-la-Grâce-de-Dieu
- Église du Sacré-Cœur de la Guérinière
- Église Saint-André (5, avenue Thiès, dans le quartier du Calvaire Saint-Pierre)
- Église Saint-Bernard de la Pierre-Heuzé
- Église Saint-Étienne de l'abbaye aux Hommes
- Église Saint-Gilles de l'abbaye aux Dames (ancienne abbatiale de la Trinité)
- Église Saint-Jean
- Église Saint-Joseph du Chemin Vert
- Nouvelle église Saint-Julien par Henry Bernard
- Église Saint-Michel de Vaucelles
- Église Saint-Ouen, construite entre 1067 et 1077, appelée parfois St-Ouen-sur-l'Odon ou Paroisse de Villiers
- Église Saint-Paul, label « Patrimoine du XXe siècle »
- Église Saint-Pierre
- Église Saint-Sauveur, anciennement Notre-Dame-de-Froide-Rue
- Église Sainte-Claire de la Folie-Couvrechef
- Monastère des Bénédictines à la Folie Couvrechef
- Monastère du Carmel
- Monastère de la Visitation

#### Culte protestant
- Église protestante unie de France.
  - Le premier temple réformé, surnommé le Godiveau est construit en 1611 et détruit en 1685, lors de la Révocation de l'Édit de Nantes (qui invalide la liberté de culte accordée aux Protestants par Henri IV).
  - Le deuxième temple, aménagé au XIXe siècle dans les dépendances de l'ancien monastère des Bénédictines, rue de Geôle, a été détruit en 1944.
  - Le temple protestant de Caen actuel a été construit en 1959 au 19, rue Mélingue.
- Culte anglican dans la chapelle de la Miséricorde, ancienne chapelle des Cordeliers, puis des Bénédictines, est désormais affectée au culte anglican. Les Anglicans disposent également d'une aumônerie au no 39 de la rue du Chemin-Vert.
- Culte mormon dans l'église de Jésus-Christ-des-Saints-des-Derniers-Jours (36 rue de la Délivrande)
- Culte évangélique
  - Église évangélique de la Folie-Couvrechef (6, rue Pierre-Coubertin)
  - Église évangélique de la Grâce de Dieu (186bis, rue de Falaise)
  - Église évangélique du quartier Sainte-Thérése (32, rue Jean-Mermoz)
  - Église évangélique (42, rue de Brocéliande)
  - Église évangélique du Vaugueux (73 rue du Vaugueux)
- Église chrétienne adventiste du septième Jour (20, rue du Québec).

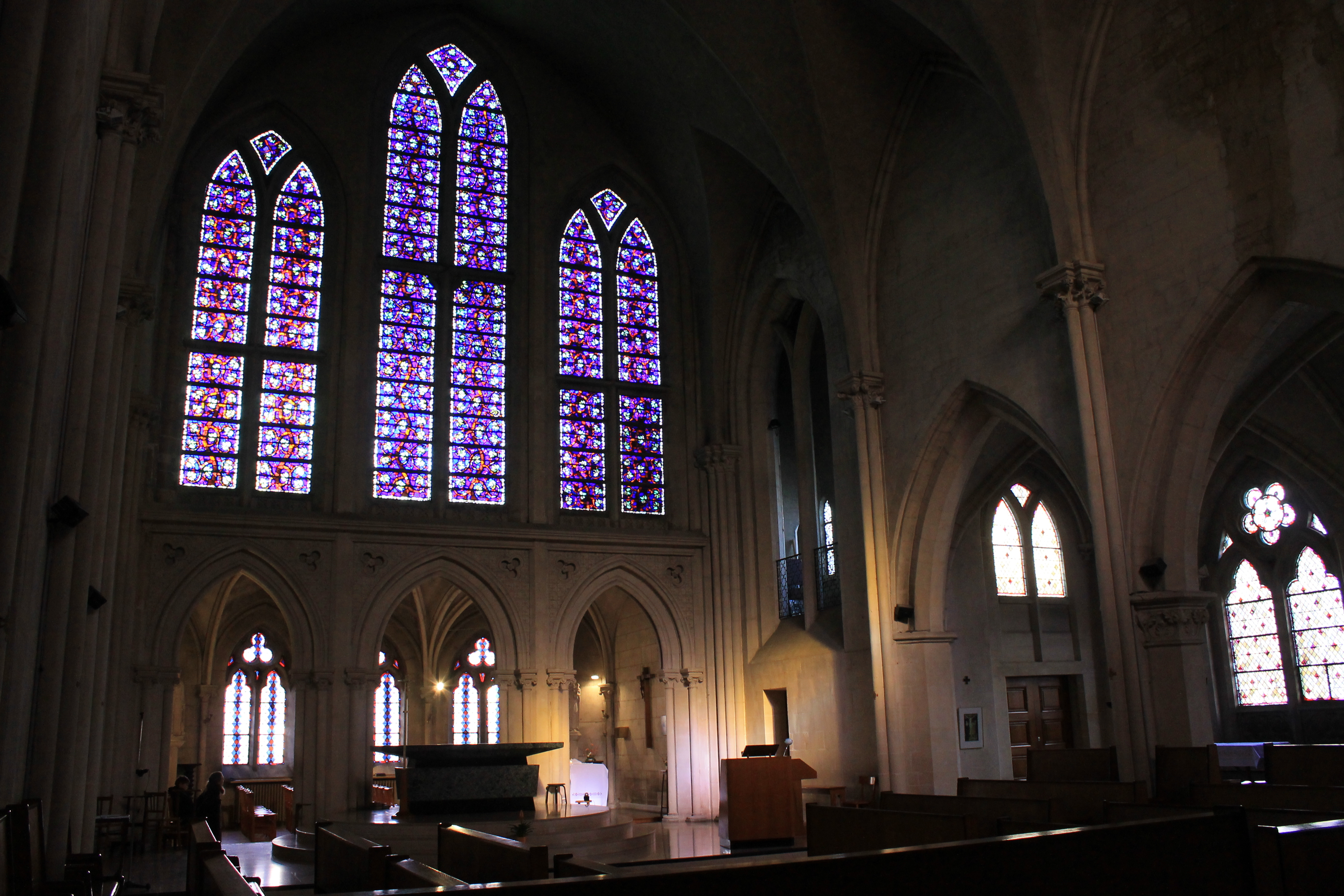
Intérieur de la chapelle de la Miséricorde (culte anglican)
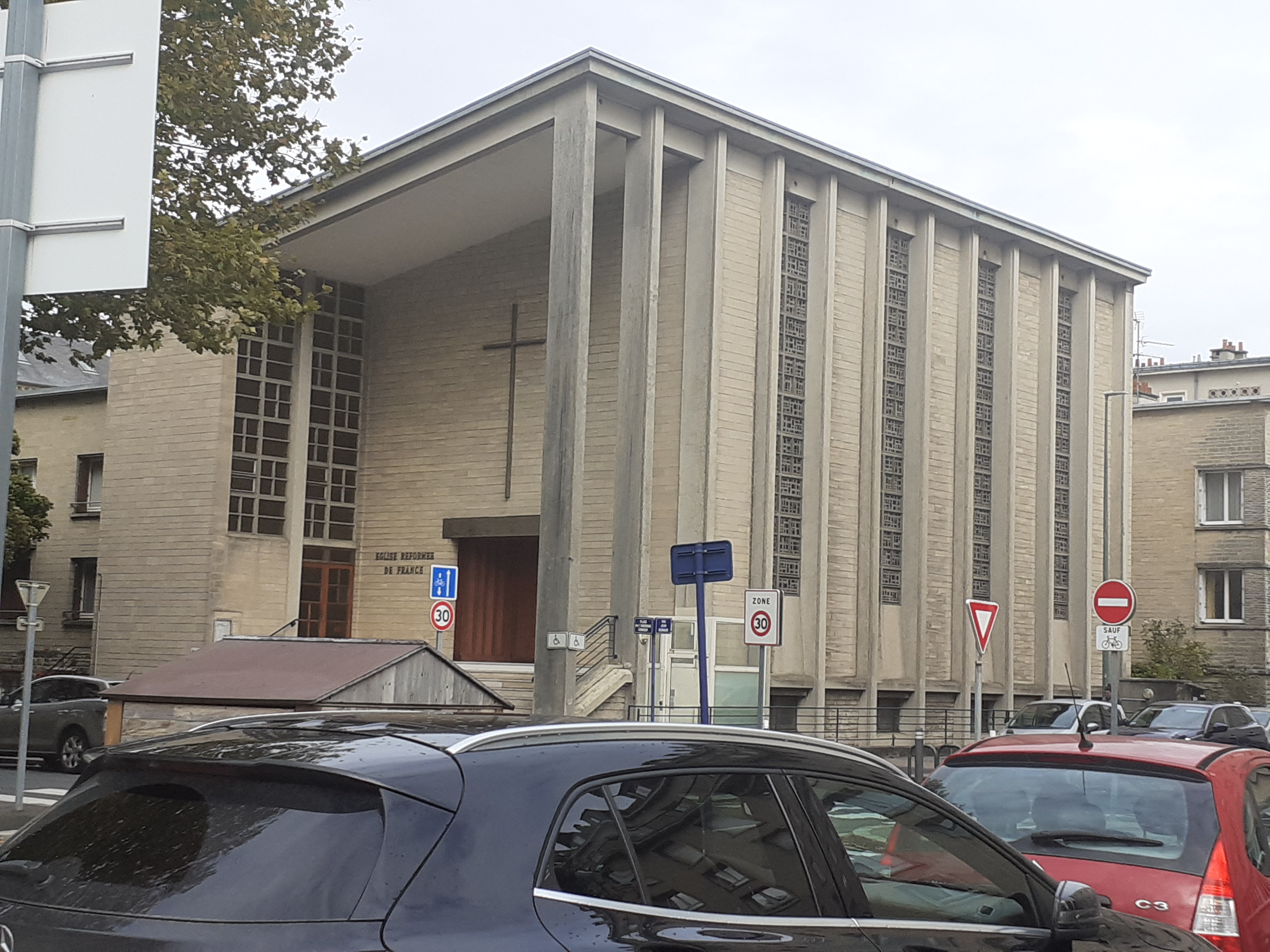
Temple protestant de Caen

#### Culte orthodoxe
- Chapelle du CHR Clemenceau, 14, boulevard Clemenceau, hébergeant la paroisse Saint-André-et-Sainte-Alexandra (sous la juridiction du Patriarcat de Roumanie)[23].
- Église Saint-Serge-et-Saint-Vigor à Colombelles, dans la banlieue de Caen (sous la juridiction du Vicariat Sainte-Marie-de-Paris-et-Saint-Alexis-d’Ugine).

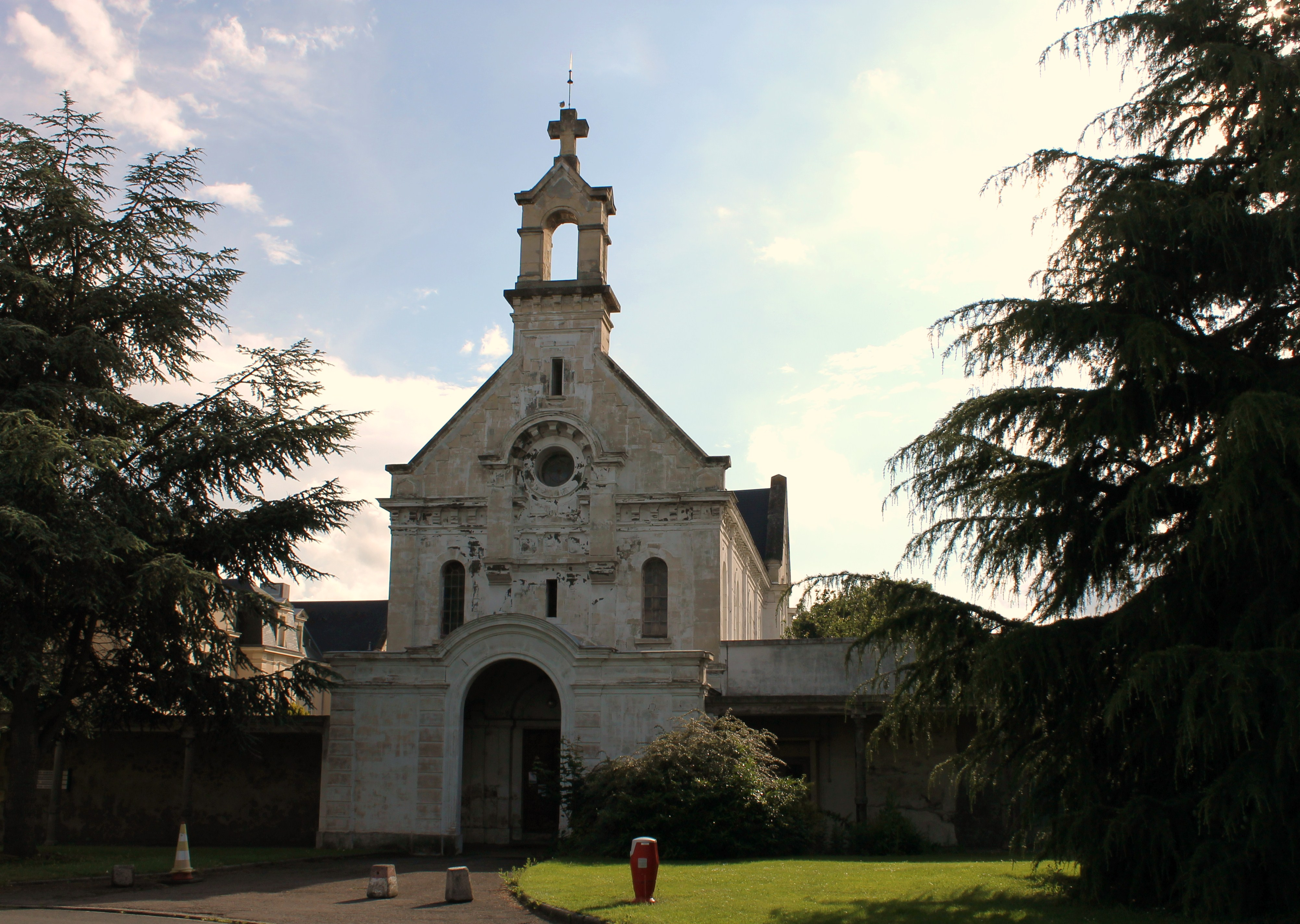
Chapelle du CHR Clemenceau.

#### Culte musulman
Pendant plusieurs années, le culte musulman s'est déroulé dans des locaux provisoires, avenue de la Concorde dans le quartier de La Guérinière et dans les sous-sols du centre commercial d'Hérouville-Saint-Clair.
Dans cette dernière commune, au nord-est du bois de Lébisey, une nouvelle mosquée, ouverte au culte en juillet 2011, est inaugurée officiellement en décembre 2012.
À la Guérinière, un nouveau lieu, la mosquée Maryam, érigée à l'emplacement de l'ancien collège Guillaume-de-Normandie, ouvre ses portes le 22 février 2019.

#### Culte israélite
La communauté juive était implantée au Moyen Âge à Caen dans le quartier Saint-Julien. La rue aux Juifs témoigne encore aujourd'hui de ce passé.
Après l'indépendance des pays d'Afrique du Nord, de nombreux Juifs émigrent en France et quelques-uns se fixent à Caen. En 1966, les fonds levés par les donateurs locaux et par l'American Jewish Joint Distribution Committee permettent de construire une nouvelle synagogue au 46 de l'avenue de la Libération nouvellement percée sur les ruines du quartier du Vaugueux, sur les plans de Guy Morizet architecte. Aujourd'hui, la communauté est composée d'environ 150 familles.

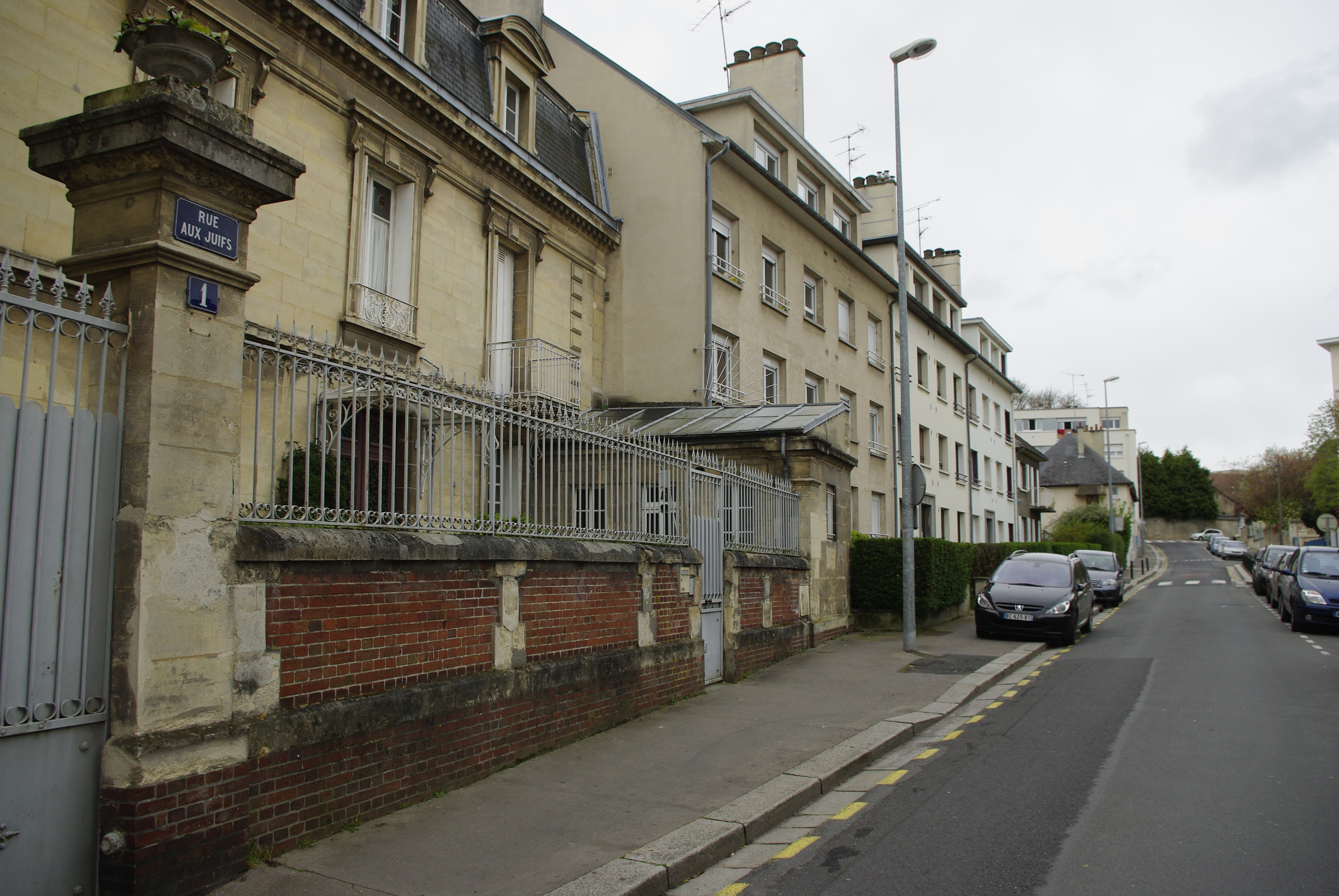
Rue aux Juifs
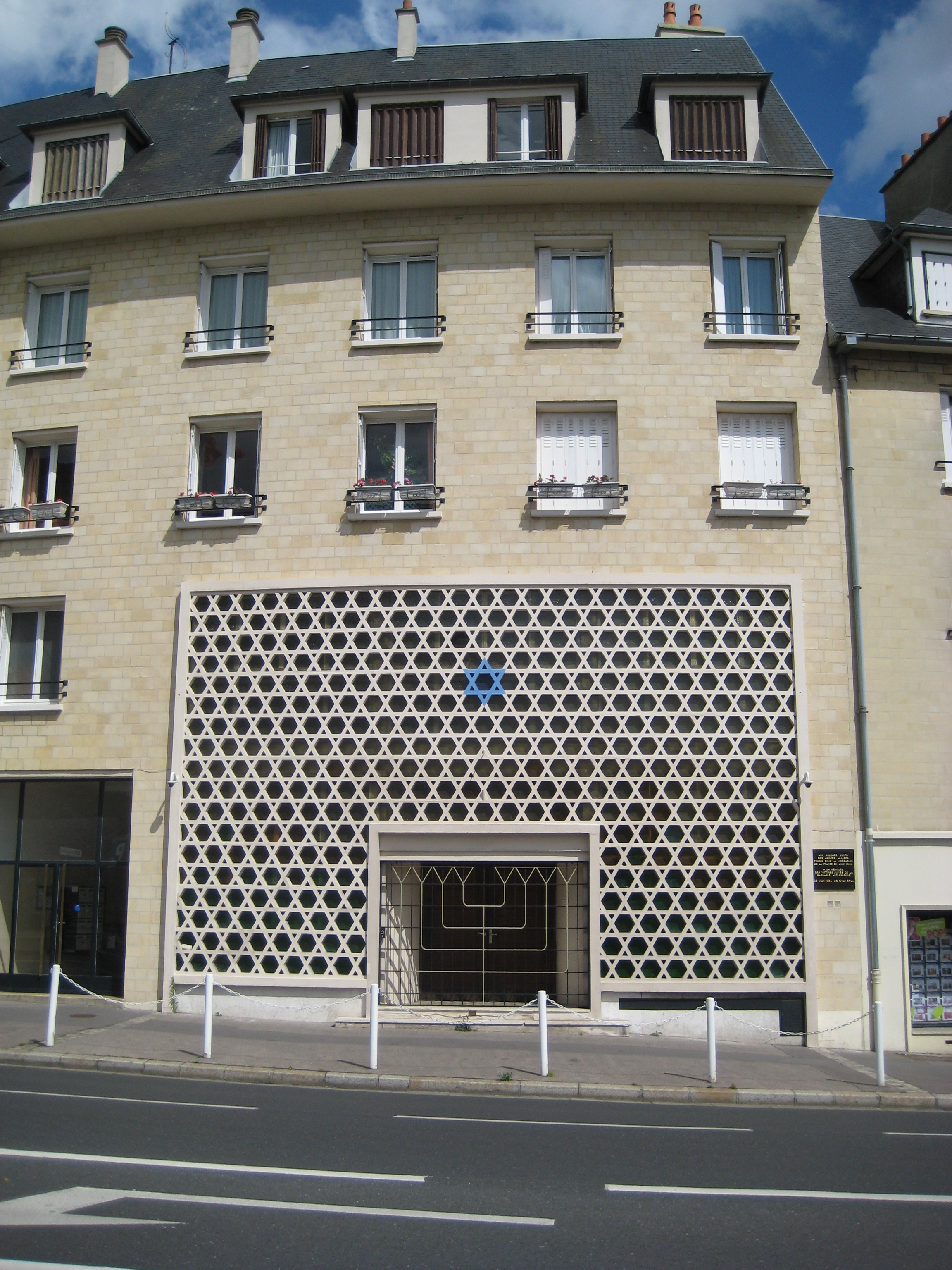
Façade du 46 avenue de la Libération
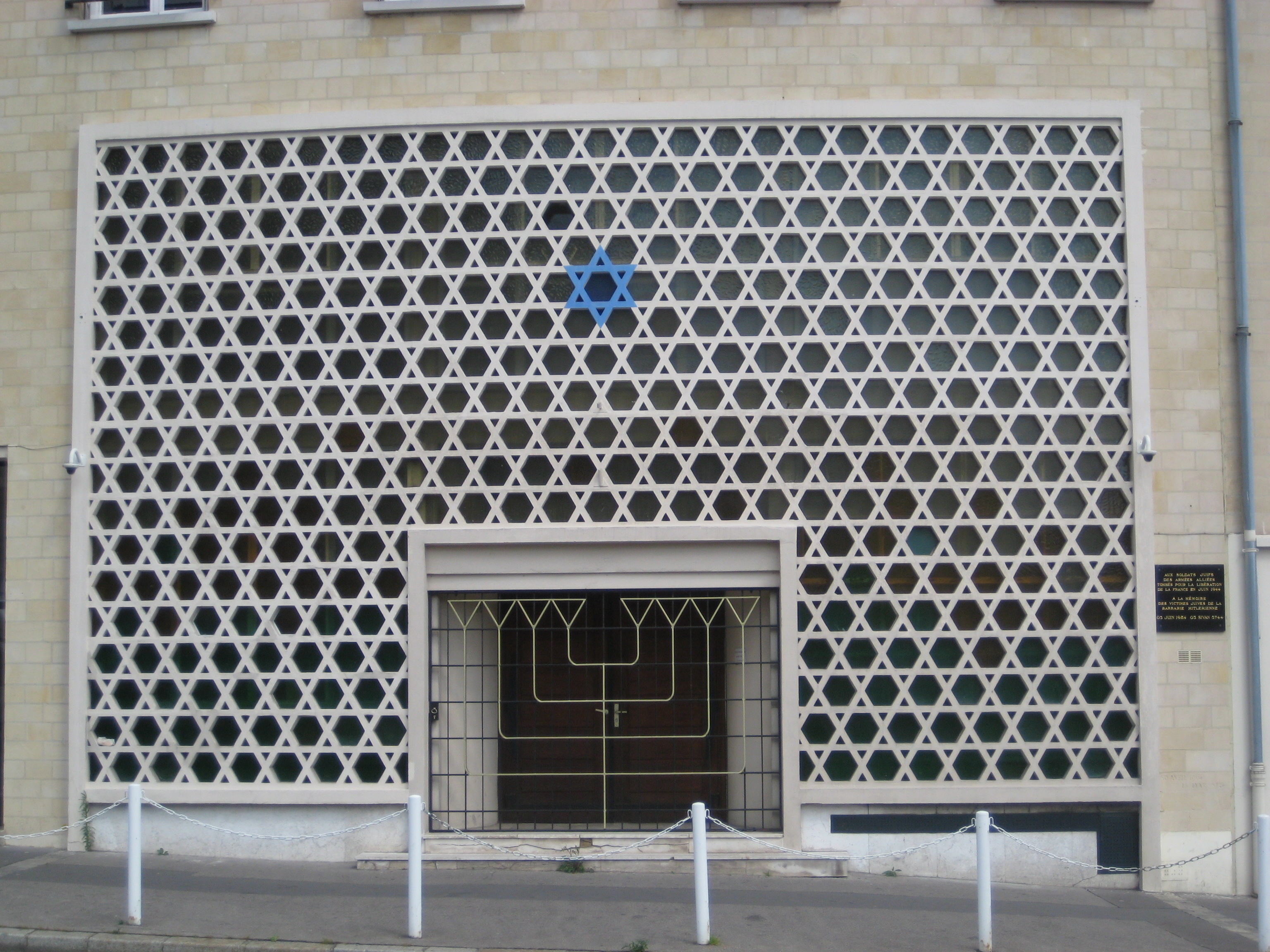
Détail de la façade

## Cimetières
Jusqu'à la fin du XVIIIe siècle, les cimetières entourent les églises paroissiales.
En 1740, un cimetière, non officiel, le culte protestant n'étant pas encore reconnu, est aménagé pour les Protestants dans un jardin situé entre la place Saint-Sauveur et la rue Saint-Manvieu.
Le 1er mars 1780, le Parlement de Normandie confirme un arrêt du bailliage de Caen de 1779 ordonnant le transfert des cimetières urbains dans un cimetière unique situé dans le clos de Beuvrelu (paroisse Saint-Martin) et l'agrandissement des cimetières de Saint-Michel à Vaucelles et de Saint-Ouen. Le projet de cimetière unique fait toutefois l'objet de résistance. En 1783, le Parlement réitère son ordre de fermer les cimetières urbains, mais le cimetière unique est abandonné. La paroisse Saint-Pierre achète un terrain appartenant à l'abbaye aux Dames au nord de la ville ; le cimetière est béni en 1783. La paroisse Saint-Jean acquiert en octobre 1783 une ancienne carrière à Vaucelles. En 1784, les paroisses Notre-Dame, Saint-Sauveur, Saint-Martin et Saint-Étienne achètent un terrain à côté de la chapelle Notre-Dame-des-Champs ; le cimetière des Quatre-Nations est béni le 4 avril 1785. Le cimetière protestant de Caen ouvrent également en novembre 1783 sur les hauteurs au nord de la ville, dans la paroisse Saint-Pierre.
Deux cimetières qui n'avaient pas été transférés en 1783-1784 le sont au XIXe siècle : le cimetière Saint-Gilles, transféré à côté du cimetière Saint-Pierre en 1831, et surtout le cimetière de Vaucelles, transféré à son emplacement actuel en 1866. Mais les cimetières ouverts dans les années 1780 s'avèrent insuffisants. Le 31 mai 1880, le conseil municipal vote l'agrandissement du cimetière de Vaucelles et la création de deux nouveaux cimetières au nord-ouest (rue Saint-Gabriel), ouvert en juin 1885, et au nord-est (route de Ouistreham), ouvert en janvier 1886. Ces deux cimetières doivent être agrandis en 1938.
Après la bataille de Caen, plusieurs cimetières sont aménagés afin d'accueillir les dépouilles des soldats morts au front. Aucun n'est implanté à Caen, toutefois les plus proches étant le cimetière militaire du Commonwealth de Ranville (à environ 9 km du centre-ville), le cimetière britannique d'Hermanville-sur-Mer (à environ 11 km du centre-ville) et le cimetière militaire du Commonwealth de Douvres-la-Délivrande (à environ 12 km du centre-ville).
Enfin en 1983, un cimetière paysager est créé au Chemin-Vert.
Liste des cimetières
- Cimetières dormants (plus d'inhumation) :
  - cimetière Saint-Jean  Site classé (1939) ;
  - cimetière Saint-Nicolas  Site classé (1939) ;
  - cimetière Saint-Ouen ;
  - cimetière Saint-Pierre  Site classé (1939) ;
  - cimetière des Quatre-Nations  Site classé (1939) ;
  - cimetière protestant.
- Cimetière en activité ;
  - cimetière Nord-Ouest (dit Saint-Gabriel) ;
  - cimetière Nord-Est ;
  - cimetière de Vaucelles ;
  - cimetière paysager.

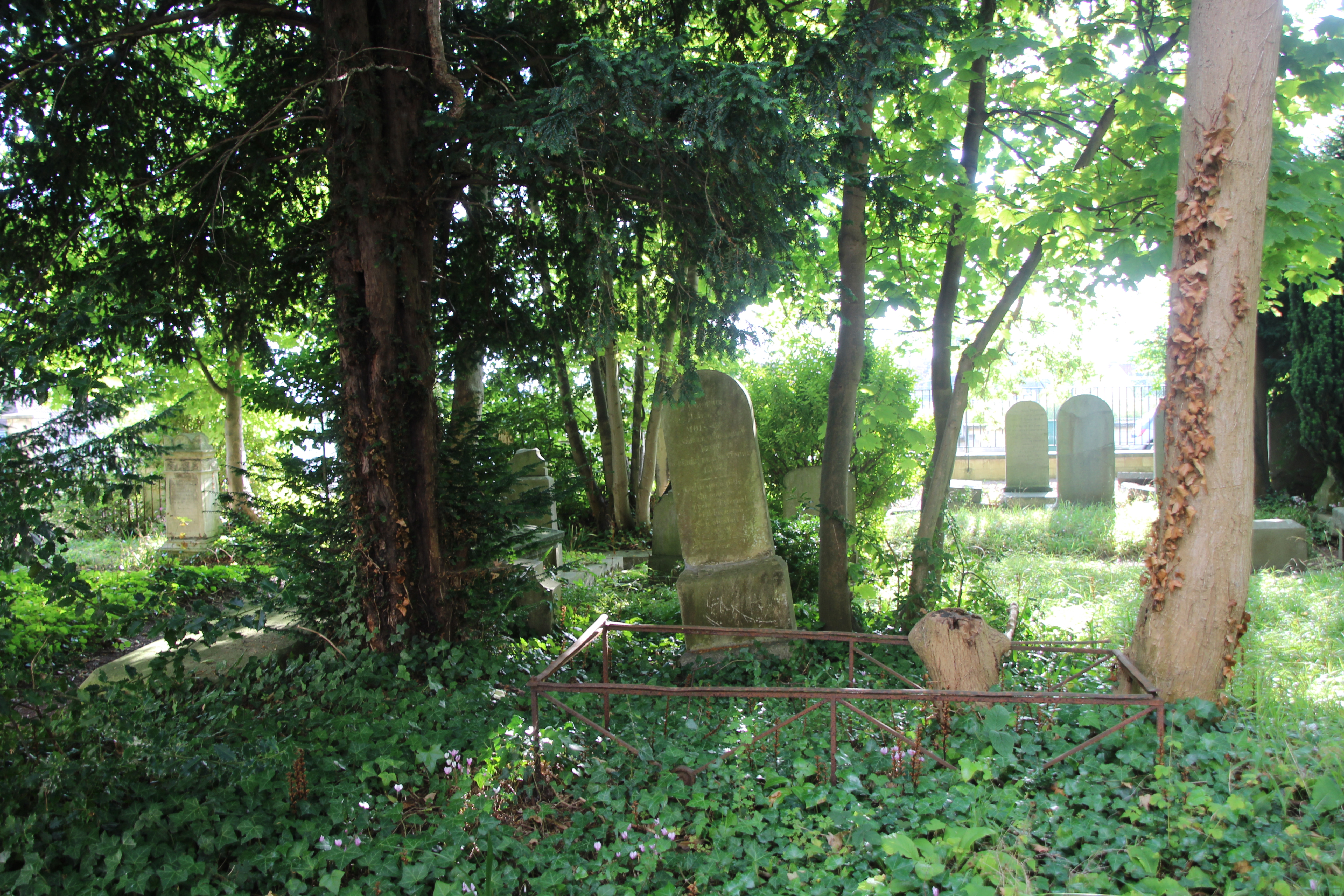
Cimetière protestant
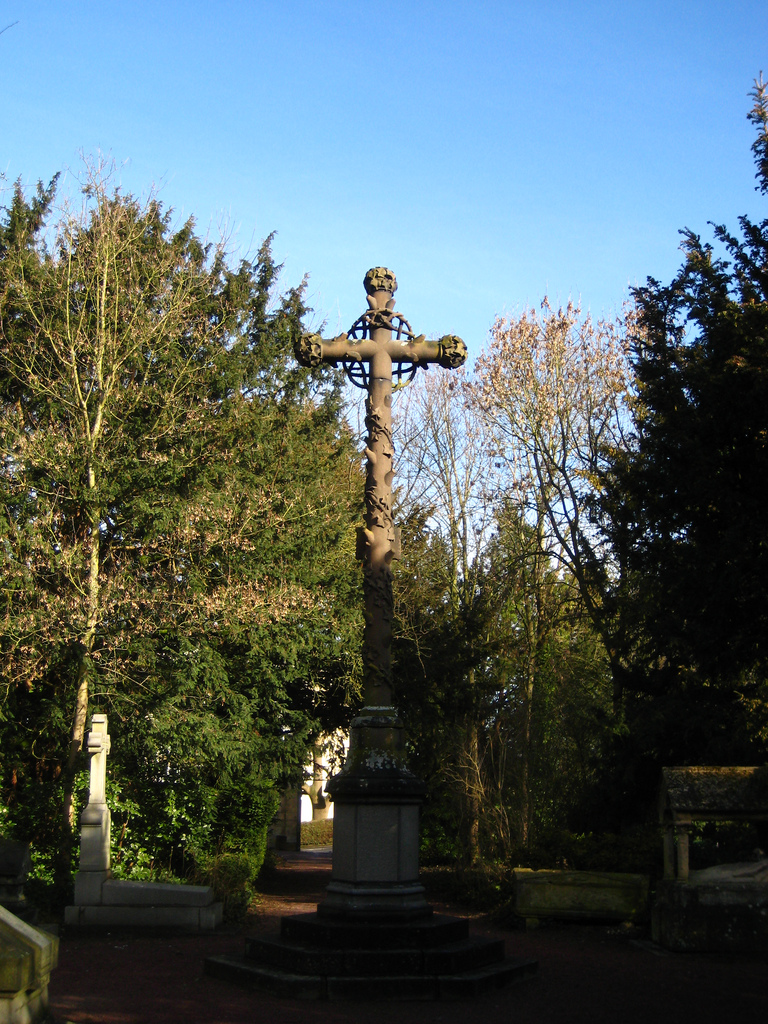
Cimetière Saint-Jean
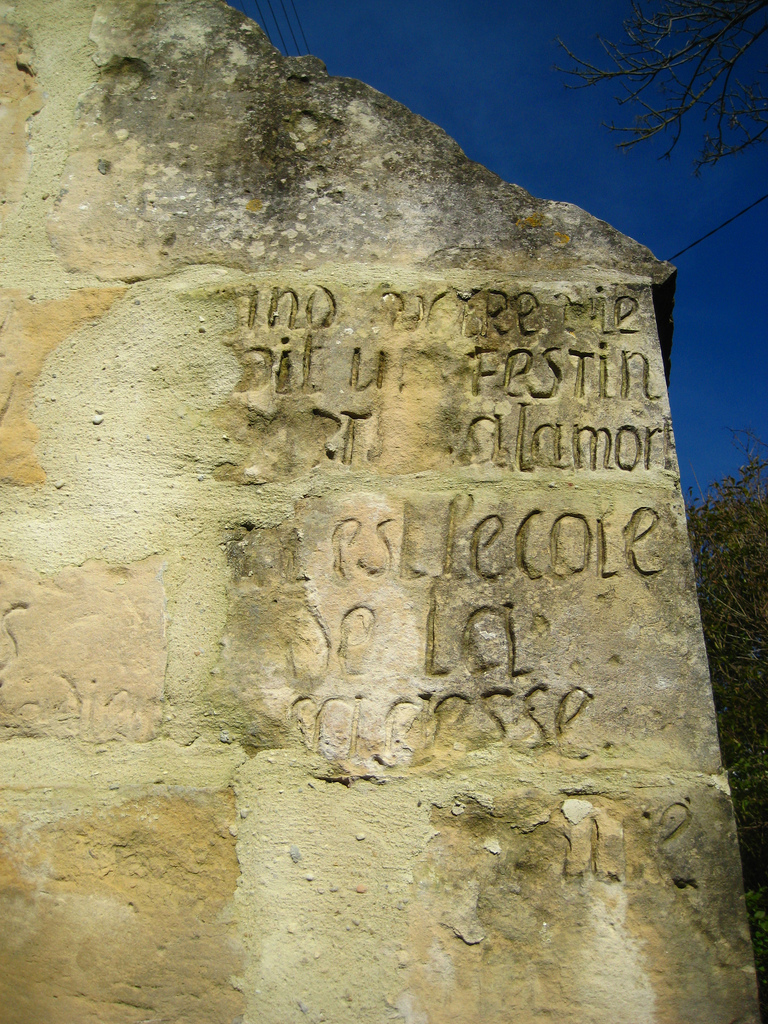
Cimetière Saint-Pierre